# Nordiska kolonialkompanier
De Nordiska ländernas koloniala företag bedrevs till stor del genom kolonialkompanier. Vissa av dessa, till exempel Svenska Ostindiska Kompaniet, bedrev endast handel, utan att tillskansa sig territorier med olika metoder.

## Danmark
- Danska ostindiska kompaniet
- Danska västindiska kompaniet
- Asiatisk Kompagni
- Grønlandsk Kompagni

## Sverige
- Svenska Ostindiska Companiet
- Afrikanska kompaniet (Guineakompaniet)
- Nya Sverigekompaniet (Söderkompaniet / Nova Suecia-kompaniet)
- Svenska Västindiska Kompaniet